# 魯迪·朱利安尼
鲁道夫·威廉·路易斯·“鲁迪”·朱利安尼（英語：Rudolph William Louis "Rudy" Giuliani；1944年5月28日—；又譯朱利亞尼），美國律師、檢察官、商人及共和黨的美国政治人物，出身於纽约州。
朱利安尼曾是共和黨的溫和派。最初擔任聯邦檢察官，起訴了許多高知名度的犯罪集團首腦。他接著在1994年至2001年間擔任8年紐約市市長，於市長任內致力於降低犯罪率並改善城市生活的品質。在世界貿易中心遭受恐怖攻擊的九一一事件期間，擔任市長的朱利安尼以他突出的坐鎮領導能力而聞名全球。使他被《時代》雜誌列為2001年的年度風雲人物，並且從伊麗莎白二世女王獲得KBE勳銜。在911事件中的指揮表現還使他獲得了「美國市長」的绰號。
自從卸任紐約市長之職位後，朱利安尼還創建了相當成功的合夥证券顧問公司。在2007年1月，正式宣布角逐在2008年總統選舉中的共和黨提名，但在2008年1月30日宣佈退出。2016年起他成為川普的忠實支持者。2018年4月，朱利安尼加入了美國總統唐納德·特朗普的律師团队。

## 早年生涯
朱利安尼生於紐約布魯克林區的一個勞工階級家庭，父親是哈罗德·安杰洛·朱利安尼、母親是海倫·達万佐，雙親都是義大利移民的孩子，全家信仰天主教。朱利安尼家族有各式各樣的成員，從警察、消防員到罪犯都包括在內。朱利安尼在布魯克林區長大，在1951年七歲時全家搬至長島的花園城市南區（Garden City South）。朱利安尼就讀了當地天主教的聖安尼小學，並通勤至布魯克林區就讀洛琳主教紀念中學（Bishop Loughlin Memorial High School），於1961年畢業，接著就讀曼哈顿学院，1965年畢業，随后进入紐約大學法學院，在1968年獲得榮譽畢業生的頭銜。

## 律師和檢察官生涯
在畢業後，朱利安尼成為了紐約南區地方法官洛伊·麥馬洪（Lloyd MacMahon）的法律秘書。當時正值越戰，但朱利安尼並沒有服兵役；他在就讀曼哈頓學院和紐約法學院時，皆取得了學生的兵役緩期資格，畢業後則因為麥馬洪法官的特別請求而再次獲得兵役緩期許可。
1970年，朱利安尼成為了聯邦檢察官，三年後成為了麻醉藥品部門的主任並被晉升為高級檢察官。1975年，朱利安尼被調遣至華盛頓哥倫比亞特區，先後成為了司法部副部长助理及副部长幕僚长。朱利安尼在當時起訴並定罪了涉及貪污的國會議員伯特·波戴爾（Bert Podell），該事件使他第一次成為知名人物。
從1977年至1981年間，朱利安尼也替數間不同的法律事務所擔任律師工作。朱利安尼於1981年在雷根政府担任副司法部長，成為司法部裡官職排行第三的高级官员。在擔任副司法部長期間，朱利安尼監督所有美國司法部的聯邦執法單位，包括了司法部監獄局、司法部緝毒組及美國法警部門。
朱利安尼在1983年被指派為紐約市南區的聯邦檢察官，開始成為全國知名的人物，他起訴了許多高知名度的犯罪集團首腦，包括了成功起訴了涉嫌在華爾街進行內線交易的依凡·波斯基（Ivan Boesky）和麥可·梅肯（Michael Milken）。他也致力於追捕許多毒品交易和對抗犯罪集團，打擊政府內部的貪污腐敗並起訴許多白領階級的犯罪份子。於任內總共定罪了高達4,152人，其中只有25人的定罪在事後翻案。

### 馬克·里奇和平可斯·葛林案
在1983年，朱利安尼以逃稅和在伊朗人质危机中進行非法石油交易為罪名，起訴了金融家馬克·里奇（Marc Rich）和平可斯·葛林（Pincus Green），里奇和葛林皆逃離美國以避免遭到審判，最後兩人終於在2001年被總統比尔·克林顿赦免了。

### 黑手黨委員會審判

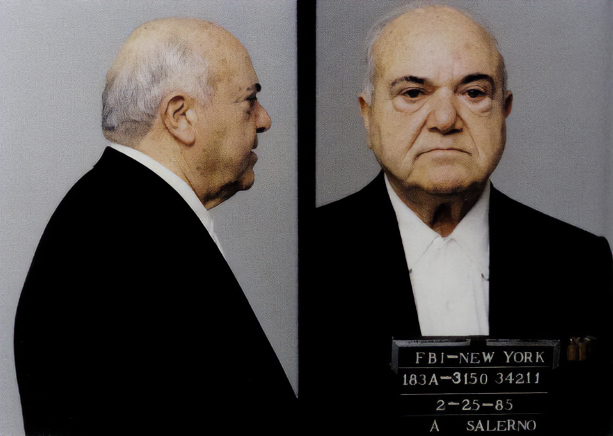
傑諾維塞犯罪家族的首腦安東尼·「胖東尼」·薩雷諾在被朱利安尼起訴後，被判決100年的監禁刑期。

在被稱為黑手黨委員會的審判中，朱利安尼起訴了11個知名的黑手黨人物，包括了在紐約市被稱為「五大家族」的黑幫首腦，起訴的罪名包括了勒索、詐騙、以及僱傭殺人。時代雜誌將這次審判稱為「或許是自從1943年芝加哥官方掃蕩黑手黨以來，對於犯罪集團最徹底和最大規模的掃蕩」，並且引用了朱利安尼說過的話：「我們的做法…就是要徹底清除這五大家族」。
最初的被告包括了：
- 保羅·「大保羅」·卡斯提爾—（Paul Castellano），甘比諾犯罪家族首腦
- 安東尼·「胖東尼」·薩雷諾—（Anthony Salerno），傑諾維塞犯罪家族首腦
- 卡邁·「小」皮賽可—（Carmine Persico），可倫坡犯罪家族首腦
- 安東尼·「東尼鴨」·科羅洛—（Anthony Corallo），盧切斯犯罪家族首腦
- 菲利浦·「拉斯提」·拉斯泰利—（Philip Rastelli），布亞諾犯罪家族首腦

以及其他六名共犯。8名被告在所有法庭皆被判定有罪，並且在1987年1月13日被判決高達百年的監禁刑期。

### 波斯基和梅肯案
依凡·波斯基（Ivan Boesky）是华尔街的股票炒作者，藉由投机公司并購而賺進了大約2億美元的鉅款。他曾以公司內線情報為根據進行投資而被美國證券交易委員會調查。数起公司并购案公布前，出现大规模股票交易。雖然這樣的內線交易是非法的，但美國司法系統極少严格执行相关法律，直到朱利安尼起訴波斯基為止。波斯基向美國證券交易委員會招供出許多他的內線情報來源，包括了垃圾證券掮客麥可·梅肯（Michael Milken）。

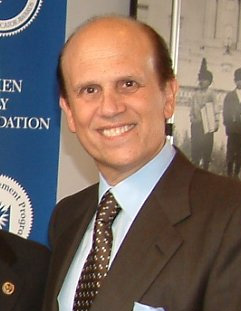
麥可·梅肯被朱利安尼以98條詐欺和債券詐騙罪名起訴。

波斯基坦承自己犯下眾多的違法交易，並且供出了許多證據。在與朱利安尼談判並且認罪之後，他被定罪3年半的有期徒刑、以及一億元的罰款。交换的代價之一是波斯基得以在被起訴之前賣出他擁有的股票，以套取利潤。這使得朱利安尼遭受了一些批評，一些人也批評對波斯基的懲罰太過輕微。但朱利安尼及同伴瞄準的是更大的目標—梅肯。
在1989年，朱利安尼以98條詐欺罪名起訴麥可·梅肯，在這場受到公眾高度關注的案件中，麥肯被聯邦大陪審團定罪，麥肯对其中六條較輕微的證券和交易情報犯罪行为认罪。麥肯為此付出了高達9億元的罰款和民事诉讼赔偿，並且終身被禁止接觸證券有關業務。

## 市長選戰
朱利安尼一直擔任聯邦檢察官直到1989年1月，隨著雷根總統任期結束而辭職。他接著加入了紐約市的偉凱律師事務所。他一直在偉凱律師事務所工作直到1990年5月，接著又加入了同在紐約安德柯爾律師事務所（Anderson Kill）。
朱利安尼在1970年代以民主黨人開始他的政治生涯，但不久後便轉變為無黨派。1980年他決定投入共和黨籍。

### 1989年市長選舉
朱利安尼在1989年以兼具共和黨和自由黨（紐約市的一個小政黨）身分參選纽约市的市長，試圖繼承離職的市長Ed Koch。但朱利安尼以47,080票的差距輸給了民主黨的候選人大衛·丁勤時（David Dinkins），這次選舉是紐約市歷史上票數差距最近的一次選舉。朱利安尼對墮胎等社會議題的溫和派立場，使他一直未能獲得共和黨保守派的支持。

### 1993年市長選舉
1993年朱利安尼再度參選紐約市長，當時選舉中的主要議題在於犯罪和稅賦的政策。朱利安尼抨擊當時現任的市長大衛·丁勤時過度擴張了市政府的預算、並且缺乏管理市政的才幹。丁勤時不斷強調他在擔任市長任內促進了紐約市的多元文化面貌，然而他任內卻也在布鲁克林区發生了反犹太主义的暴動、以及當地黑人社群對於韓國人商業企業的抵制運動。
朱利安尼強調紐約已經面臨社會和政治秩序崩亂的危險，並批評丁勤時並沒有能力解決這樣的混亂。朱利安尼也批評丁勤時治下的紐約無法面臨當時全國性的經濟衰退，使得失業率高漲不下—在1989年到達6.7%、在1992年還飆漲至11.1%，也使紐約市的犯罪率達到歷史新高紀錄。與丁勤時大力宣揚在他任內紐約市的種族多元有如「多采多姿的馬賽克」不同，朱利安尼強調要恢復社會秩序、處理當今面臨的問題，而非爭論過去或未來才會面臨的議題。朱利安尼強調解決紐約市的貧窮、福利制度、以及流落街頭的流浪漢數量，並且透過增進治安、公共建設、以及城市活化來達到改善紐約市形象的目標。
朱利安尼強調將注重警察部門在減低一般犯罪和騷擾罪行上的效率，以改善紐約市的城市生活品質：「這是為了那些酒醉和吸毒乞丐所支付的道路清潔費、這是為了在那些汽車等候紅綠燈時有洗車夫清潔它們。這是一場對付髒污的大戰、對付那些由小販和乞丐留下的雜亂垃圾、對付那些在骯髒街頭露天販毒的傢伙。」
最後朱利安尼獲得49.25%的選票，超過丁勤時所獲得的46.42%，以53,367票的差距贏得市長選舉。他成為自1969年以來第一個當選紐約市長的共和黨人，結束民主黨在紐約市的長期主政。朱利安尼在民主黨選民眾多的紐約市勝出，具劃時代意義。

### 1997年市長選舉
朱利安尼在1997年的連任選舉中的對手是民主黨的紐約市議會女議員Ruth Messinger。朱利安尼積極的投入連任選舉，將自己塑造為一個清潔了紐約市的堅定領導者形象。在整場選戰中朱利安尼都於各種民調裡領先，而且在募款數量上也佔有優勢。在另一方面，Messinger則失去了許多民主黨傳統票倉地區的支持。最後，朱利安尼獲得了59%的選票，大幅超過Messinger的41%的選票，並且成為自從1941年來，第一個贏得連任選舉的共和黨紐約市長。

## 市長任期

### 犯罪率控制

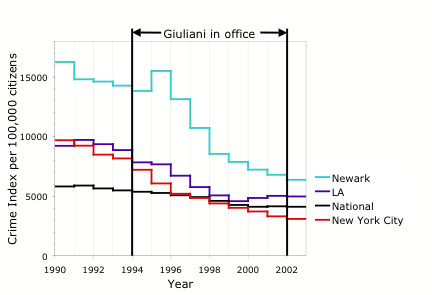
在朱利安尼任內，紐約市與其他城市的犯罪率下跌速度的比較圖（1990-2002）。

在擔任第一任市長期間，朱利安尼與纽约市警察局局長比爾·布拉頓（Bill Bratton）一同發起了許多大規模的執法行動。朱利安尼的執法戰略包括對於許多小型違法行為的打擊—例如貪污、紐約地鐵逃票亂象，並且組織極為強悍而具效率的「清潔隊員」，朱利安尼主張這樣將能對所有可能的罪犯送出一個警告訊號—亦即將會維持紐約市的治安，而這個城市也會被「徹底清潔」。
朱利安尼指揮紐約市警局採取強悍作風對付那些與組織犯罪勾結的公司企業，例如黑幫橫行的富爾頓魚市場（Fulton Fish Market）以及紐約西部的賈維茲會議中心（Javits Center，甘比諾犯罪家族的聚集地）。在移除了各種黑幫的控制勢力後，紐約市的商業行號每年也因此得以省下超過六億元。
朱利安尼也在1994年和比爾·布拉頓一同創建了一套稱為「警務責任系統」（CompStat）的犯罪防治機制，以統計學方式來分析地區的犯罪、並且分析罪犯的犯罪手法，同時也以圖表的方式來計算警察人員的執法效率與犯罪的數量。警務責任系統給予了地區的執法單位和指揮人員更大的權限和執法空間，因為認為地區執法單位對於當地的犯罪情況和環境最為了解、也因此能夠更有效減少犯罪數量。這套系統也增加了地區執法單位和指揮人員的責任。批評這套系統的人則認為這套系統會導致警察少報或操弄犯罪的資料。
在兩屆市長任期內朱利安尼一直強調打擊犯罪和增強執法單位效率為他的主要施政目標，他的這些努力大多都獲得了成功。不過，隨著犯罪率快速下降而來的，是一些據稱涉及警察濫用職權的悲劇案件，也有一些人指控警察侵犯了公民權利。據說朱利安尼自己的副市長—魯迪·華盛頓便曾數次遭到警察的過度執法所困擾。一些更具爭議性的案子則是有關警察開槍射擊嫌犯，例如幾內亞移民Amadou Diallo遭到警察誤殺的事件。在另外一件較為不知名的警察誤殺酒吧顧客Patrick Dorismond的事件中，即使事件在紐約爆發了數百名的抗議者，朱利安尼仍堅定支持紐約警隊，他甚至採取前所未見的行動，向公眾揭露Dorismond大量的犯罪紀錄。
朱利安尼的政策在犯罪率的大幅降低上所扮演的角色依然有一些爭議。在朱利安尼就任市長前美國全國的整體犯罪率也都有開始小幅下降，因此紐約市也有可能是受到這股趨勢影響。另一項造就整體犯罪率下跌的可能因素是聯邦政府在1990年代增加的7,000名警察人員、以及全國經濟的整體好轉。一些人主張人口層面的改變才是造成犯罪率下降的原因，就如同全國其他地方的類似趨勢一樣。不過另一些研究則指出紐約的犯罪率在1990年代和2000年代間的下跌程度超過了美國全國的整體數字，並且應該被視為是當地的特殊現象。
許多紐約市人相信市長朱利安尼的政策對於紐約市的犯罪率下跌扮演了主要角色。這種觀點顯然不僅限於紐約市民，而且朱利安尼主導開發的「警務責任系統」也被全國其他許多城市的警察部門所沿用。
在2005年，瑞典駐紐約大使館的前领事Olle Wästberg提名朱利安尼爭取诺贝尔和平奖，舉出他在市長任內改善紐約市治安的努力和成果。Wästberg說：「我相信在他市長任內，藉由政治上的努力，他所挽救的人命可能多於任何現今世上存活的人。」

### 都市重建
朱利安尼也採取了同樣強悍作風的都市重建政策。他所展開的時報廣場重建開發計畫將時代廣場從原本雜亂、衰敗的小商店街轉變為一個嶄新而高價位取向的購物中心地帶，包括了以家庭購物為主的商店和戲院，以及音樂電視網的錄影室和龐大的戲院。朱利安尼的改變也遭受一些批評，批評者認為這些開發計畫排斥了那些低收入的居民、而造福了大型公司和商行。一些批評者指稱朱利安尼的地產政策通常減少了紐約市內的公共用地，而增加了私人用地的空間（例如將公有的社區花園拍賣給私人的開發公司）。在任期裡朱利安尼也積極計畫在曼哈頓建設一個新的體育場，不過最後並沒有成功。朱利安尼成功的在布魯克林區建設了兩個新的小聯盟賽棒球場，一個是給布魯克林炫風隊（Brooklyn Cyclones），一個則是給史泰登島洋基隊。

### 移民
朱利安尼對非法移民抱持的寬鬆態度使他遭到了一些批評。朱利安尼支持了一項防止紐約市雇主與美国移民及归化局聯繫有關非法移民事宜的法案，因為他認為移民們有權利將他們的小孩送去上學、或是告發其他的犯罪和違法行為，而不需擔心他們遭到雇主驅逐出境。他也要求紐約市檢察官在聯邦法庭上替這項法案辯護。朱利安尼也懷疑聯邦政府根本沒有能力徹底阻止非法移民進入美國。

### 媒體關係經營
在當選市長後，朱利安尼替紐約的WABC電台主持了一個每週的談話叩應節目。他通常避免與媒體進行一對一的談話訪問，而是喜歡選在市中心的大門階梯與一大群媒體發表演講。朱利安尼經常接受電視脫口秀節目「大衛深夜秀」的訪問，有時候以訪客身分出席、有時候則參與喜劇的對話。其中一次知名的演出是在他剛當選市長之後，朱利安尼親自在紐約街頭填補了一個馬路上的坑洞。
朱利安尼相當習慣在媒體上亮相，除了大衛深夜秀以外，他也在許多脫口秀節目裡出現過。在1997年他曾主持一次《週六夜現場》節目，並且在911事件後再度主持了重新演出的那一集。朱利安尼也曾男扮女裝亮相數次，最知名的一次是在1997年紐約的一場媒體餐會上。

### 外交立場
在1995年朱利安尼做出一件轟動全國的舉動，命令當時正舉辦联合国創立五十週年紀念音樂會的林肯中心將不請自來的巴解主席亞西爾·阿拉法特逐出會場，朱利安尼對此說道：「我們應該提醒大家這個恐怖份子是如何的被美化了」，同時朱利安尼也指出阿拉法特牽涉到謀殺大量美國平民和外交人員的恐怖行動。

### 布魯克林美術館爭議
在1999年朱利安尼命令市立的布魯克林美術館停止展出一系列標題為「知覺展覽」的畫作，因為其中一幅由英國畫家Chris Ofili所繪（他自己是一名天主教徒）、名為「聖母瑪利亞」的畫作將聖母瑪利亞畫成背景由一堆大象糞便和女性生殖器襯托的圖像。許多紐約市的基督教群體都表達了對這幅畫作的憤怒，畫家對此則只回覆到：「這都只和知覺控制有關」。朱利安尼認為這已經構成了政府贊助宗教仇恨藝術的舉動，揚言若美術館拒絕停止展出，他將要切斷市政府對美術館的預算補助。
美術館對此提出了告訴，控告朱利安尼違反了美国宪法第一修正案所保障的言論自由。一些宗教團體如美國天主教信仰和民權聯盟（Catholic League）表態支持市長的行動，但其他一些組織如美國公民自由聯盟（ACLU）則譴責朱利安尼，認為他是在搞审查制度，並且妨礙了美術館的第一修正案權利。美術館最後贏得了訴訟，朱利安尼被判決應該恢復其預算補助，聯邦地方法院的法官對此評論道：「聯邦憲法有關的議題中，再也沒有什麼會比牽涉到政府官員試圖審查藝術表達的作品、並且威脅切斷重要文化機構的資金來達成政府要求的舉動要來的嚴重的了。」

### 槍械管制訴訟
在2000年6月20日，朱利安尼宣布紐約市政府已對若干個主要的槍械製造和銷售廠商提出訴訟。不過這項訴訟最後由於布希總統在2005年10月簽下了合法槍械買賣保護法（Protection of Lawful Commerce in Arms Act）—禁止對槍械公司隨便提出告訴而告休。

### 其他
1998年朱利安尼還獲得「百年紐約人協會」（The Hundred Year Association of New York）頒發黃金勳章，以獎勵他「對於紐約市市政的傑出貢獻」。
1999年8月朱利安尼被抽中要參與一件民事訴訟的陪審團，這使他成為第一名在任期內擔任陪審員的紐約市長，朱利安尼還成為了陪審團的主席。這個案子是有關一對住在紐約哈林區的夫妻控訴他們住宅的管理人員沒有善盡建築設施維護的責任，造成丈夫在一次洗澡時被過熱的熱水器燙傷生殖器，使得夫妻兩人無法維持正常的性生活、最後造成兩人離婚。

## 2000年參議院選舉
由於紐約市市長的任期限制，朱利安尼不能角逐第三任的市長任期。在1999年4月，朱利安尼組成试探委员会，研究2000年角逐紐約州參議員議席的可能性，以取得任職二十四年而放棄連任退休的民主黨議員Daniel Patrick Moynihan所空出的職位。朱利安尼所預計要對抗的競爭對手是當時美國的第一夫人希拉里·克林顿。在2000年5月19日，就在共和黨快要進行初選之前，由於前列腺癌病發，朱利安尼突然撤回了參選的申請。希拉里因此輕鬆勝出。

## 九一一恐怖攻擊事件

### 事發當時

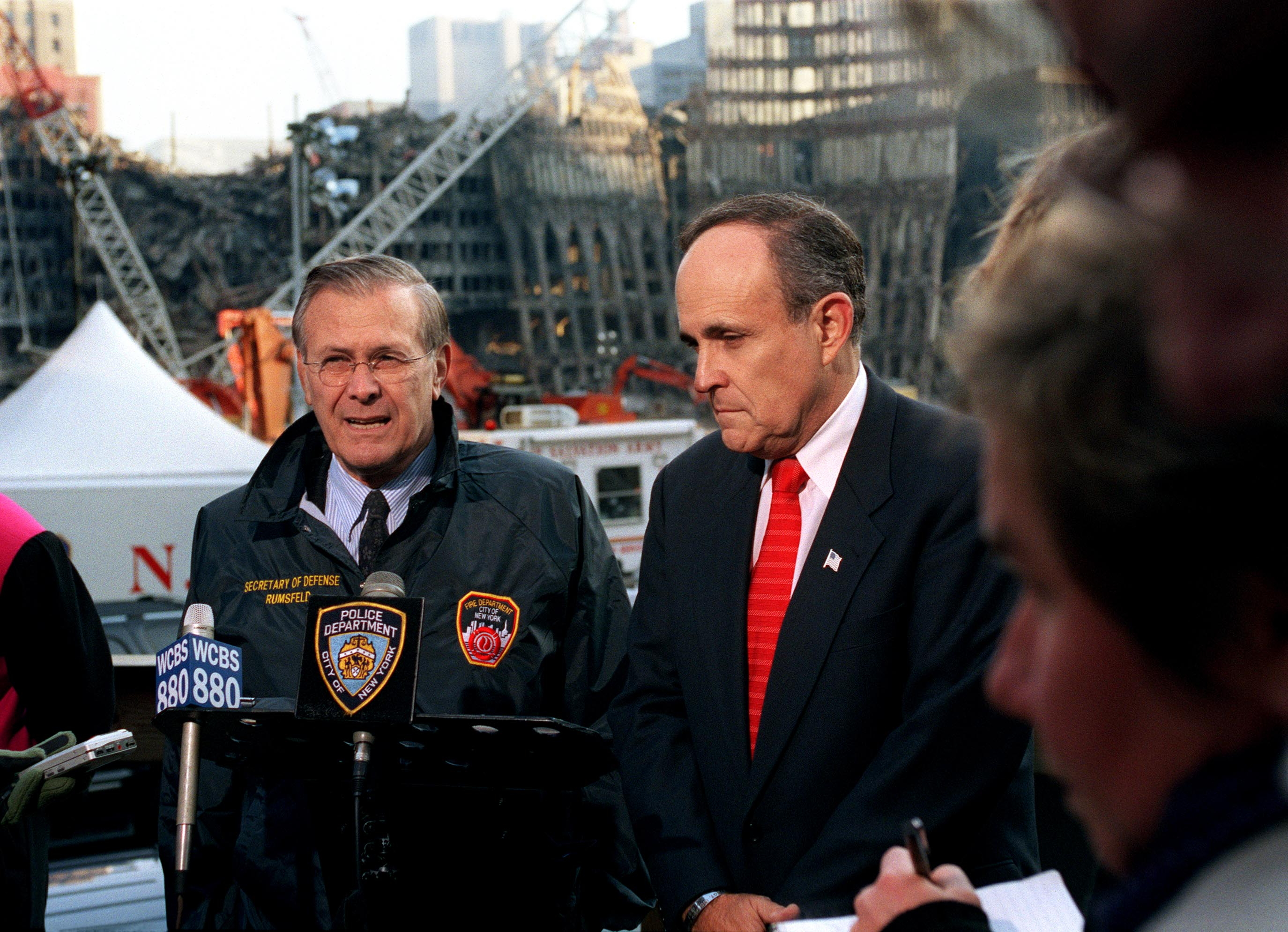
國防部長唐納德·倫斯斐和朱利安尼在世界貿易中心的倒塌地點，2001年11月14日。

世界貿易中心遭受恐怖攻擊的九一一事件成為當時擔任紐約市長的朱利安尼生涯中最閃亮的一刻。當世貿中心雙塔倒塌時朱利安尼依照中央情報局的指示待在那附近等待火藥爆破時提供救援，他在場親自指揮各種紐約市救災單位，協調來自州政府和聯邦政府對世界貿易中心倒塌地區的救援活動，組織遍及全市的反恐行動、以及搶救遭摧毀的公共設施。在911當天朱利安尼頻繁出現在全國性媒體的電視畫面和廣播上，提供各種重要的情報給全國民眾；舉例而言，朱利安尼向大眾發布隧道將會封閉以應付可能的攻擊、也澄清了紐約市並沒有遭遇生物或化學武器攻擊的跡象。在當天他直接或間接的下達了數百道命令，親自指揮數百名人員，並且前往醫院慰問受傷者和罹難者的家屬。
當沙特阿拉伯王子瓦利德·本·塔拉勒·阿勒沙特宣稱911事件表示美國應該重新檢討對於中東的外交政策並且緩和巴勒斯坦情勢時，朱利安尼回覆道："這次恐怖份子攻擊沒有任何道德意义，沒有任何正當理由……我認為導致這次攻擊發生的原因之一，便是因為有些人在衡量道德時忘掉了自由民主制的國家如美國和以色列與那些寬恕恐怖主義的國家之間的差異為何。所以我認為這些說法不但是錯誤的，他們本身就是造成這次攻擊的元兇之一。"朱利安尼接著斷然拒絕了瓦利德王子代表沙烏地阿拉伯所提供的1千萬元救災捐款。

### 「美國人的市長」
911事件使得朱利安尼成為全國知名人物，他在事件中臨危不亂的救災領導能力獲得各方的讚美。
在他所發布的官方聲明中，朱利安尼反映出了紐約市人在911事件之後的情緒：「震驚、悲慟、震怒、重建的意志、以及渴望正義得到声张的決心。」朱利安尼還說：「明天的紐約，就將屹立于此。我們将要重建，而且我們也會變的之前更堅強…我希望紐約市民們替全國的人民做起榜樣，也替全世界的人們做起榜樣，告訴他們，恐怖主義不會阻止我們的。」朱利安尼在救災行動中長時間與警消人員站在同一線的毅力也獲得廣泛的讚美。
身為紐約洋基棒球隊的瘋狂球迷之一，朱利安尼經常出席有洋基隊參戰的棒球賽—通常是帶著他的小兒子一同觀賽，洋基隊在他市長任內還贏得了世界大賽冠軍。在2001年9月21日—就在911事件發生後紐約舉辦的第一場棒球賽裡，朱利安尼出席了這場由紐約大都會對抗亞特蘭大勇士的球賽。儘管身為洋基迷，全場觀眾都開始替朱利安尼歡呼，以表達對他在911事件中的領導能力的認同。
也是從911事件之後，朱利安尼獲得了「美國的市長」這個稱號，這一詞似乎是由奧花·雲費在2001年9月23日於洋基體育場舉行的911紀念會上所創造的，從那之後這一稱號便一直伴隨朱利安尼至今。

### 2001年市長選舉
911事件發生時正好是朱利安尼市長任期將要結束、共和黨和民主黨都在準備選出候選人以角逐市長職位時，事件發生後兩黨的初選都被立刻延期兩週至9月25日。為了應變恐怖攻擊後紐約市面臨的緊急情況，朱利安尼史無前例的要求緊急延長三個月的任期，從原本預定離職的1月1日延期至4月1日。朱利安尼揚言若是兩黨候選人不同意讓他多出幾個月任期以處理善後，他將會挑戰限制紐約市官員任期的法令。
支持延長朱利安尼任期的人主張紐約市需要他坐鎮才能爭取並管理來自華盛頓哥倫比亞特區和奧爾巴尼的賑災資金、加速救援進展、並且減緩下曼哈頓地區在911事件後商業衰敗的速度。反對者則批評這是朱利安尼為了延伸權力而利用的藉口，並批評朱利安尼利用911事件來獲得政治上的利益和名聲。
雖然紐約州憲法（第3條第25節）明白指出在緊急狀況下可以延長任期，但由民主黨控制的紐約州議會的議員們最後表決認為並沒有必要延長任期。市長選舉依照原來的計畫舉行，最後共和黨的候選人迈克尔·布隆伯格，彭博新闻社的创始人勝出，並且依照預定的日期在2002年1月1日繼任。

### 年代風雲人物
2001年12月24日，時代雜誌將朱利安尼列為2001年的年度風雲人物時代雜誌指出在911事件發生前，美國大眾對於朱利安尼的印象一直認為他是個固執的、自以為是的、野心勃勃的政客，但在911事件之後，加上朱利安尼之前罹患前列腺癌的事件，他的公眾形象迅速轉變為一個在全市面臨空前危難時挺身而出團結整個城市的英勇市長。也因此歷史學家Vincent J. Cannato在2006年9月這樣總結道：「隨著時間過去，朱利安尼的奇蹟將不只限於911事件。他使得紐約市變的好太多了，比起8年前他接任時的樣子，紐約市變的更安全、更繁榮、更具自信，即使在他市長任期內紐約市中心發生了世界貿易中心崩塌這樣的災難亦然。圍繞著他的成就的爭論仍然會繼續，但他市長任內的重要性是沒人可以否認的。」

### 批評
在2006年9月，Village Voice雜誌的專欄作家Wayne Barrett等人一同出版了一本名為「大幻覺：魯迪·朱利安尼以及911事件的幕後」的書，批評朱利安尼在911事件裡的角色被過度誇大。書中批評朱利安尼在事發前決定將市政府的緊急應變中心遷至世界貿易中心（當時就已被認為是遭恐怖攻擊的高風險性目標了），使得事發時無法及時應變。書中也批評朱利安尼在救災中注重一些個人的計畫和小救災活動，而沒有專心主掌市政大局。除此之外，一些經歷911事件的人也批評朱利安尼應該替當天紐約市的通信系統故障負責。
一些人批評朱利安尼沒有重視世界貿易中心倒塌後帶來的灰燼對下曼哈頓地區造成的健康負面影響。在事發後不久朱利安尼就在9月17日重新開放了華爾街，然而在事件數週之後，美國地質調查局發現世貿中心遺址殘留的大量的石棉殘骸灰燼依然沒有散去。在9月底地質調查局宣稱殘骸灰燼帶來的毒性就有如家用的清洁剂一般。紐約市政府的一些衛生單位例如環境保護署（DEP）在測試和清除建築殘骸時也沒有重視這個議題，而是將責任推給了建築物的所有人。
一些消防隊員、警察、以及其工會，則宣稱他們在當天並沒有取得足夠的保護配備，並且批評在事後許多警消人員都出現了健康問題。

## 市長任期之後

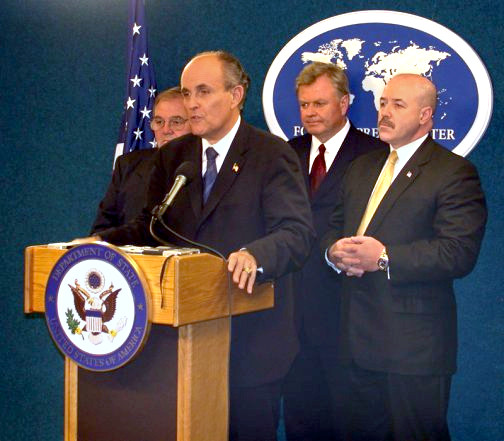
魯迪·朱利安尼在「紐約市—距離 911 一年後」記者會上發表演講。

### 商業
卸任後，朱利安尼靠自己的努力成為了一個百萬富翁。他在 2002 年創建了一個債券顧問公司，稱為「朱利安尼合夥股份有限公司」（Giuliani Partners LLC），這個債券公司靠著朱利安尼的響亮名聲而四處獲利。在 2004 年 12 月 01 日他的債券顧問公司宣佈將併購致遠會計師事務所的銀行投資部門，新的銀行投資部門則被取名為朱利安尼資本股份有限公司，並且會對其他商業公司提供有關收購、企業重組、以及其他商業戰略議題上的顧問服務。
在 2002 年朱利安尼的債券顧問公司宣布已和網路電信公司 Nextel 達成協議，宣傳其提供的網路服務。
在 2005 年 03 月 31 日，朱利安尼宣布他將會加入 Bracewell & Patterson 股份有限公司，公司將重新命名為「布拉斯威爾與朱利安尼股份有限公司」，由朱利安尼擔任紐約辦公室的名譽主席。儘管每天的事務繁忙，朱利安尼仍相當積極管理他在德州的一間法律事務所。稍早時有人推測朱利安尼會將這間法律事務所與朱利安尼債券顧問公司合併，不過最後由於法律問題而作罷（礙於職業道德，律師並不能與非律師人員一同收取法律事務的費用）。不過，雖然朱利安尼債券顧問公司是完全獨立的顧問公司，它與德州的法律事務所仍保持緊密的合作關係。

### 政治
自從離開市長職位後，朱利安尼仍然頻繁參與共和黨政治人物和候選人的各種造勢活動，他也是 2004 年共和黨全國代表大會上的主要演講人之一。2006年6月，朱利安尼還創辦了一個名為 Solutions America （页面存档备份，存于） 的網站，以協助共和黨在全國各地的候選人為目標。
朱利安尼在2004年總統選舉中積極支持喬治·沃克·布希爭取連任。當美國國土安全部部長 Tom Ridge 辭職後，朱利安尼一度被傳出是可能的接任人選。但當朱利安尼考慮到在任職審核聽證會上可能被挖出許多他過去的往事和醜聞後，他謝絕了提名並改建議由他的朋友—前紐約警察署長 Bernard Kerik 出任這個職位。巧合的是 Kerik 在任職審核過程中就被揭露出曾經雇用非法移民作為保姆、還曾被其控告性騷擾等醜聞，由此醜聞帶來的政治風暴也使一些人批評朱利安尼提名 Kerik 出任是相當錯誤的決定。

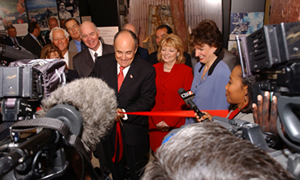
朱利安尼參與在德州達拉斯的毒品防治單位（DEA）展覽館開館剪綵儀式，2003 年 09 月。

2006年中期選舉，許多人推測朱利安尼會出馬競選參議員以挑戰現任的民主黨參議員希拉里·克林顿，或者是角逐由於共和黨籍州長乔治·保陶基三屆退休所空出的紐約州長職位。不過即使民調顯示朱利安尼有能力與民主黨提名的州長候選人艾略特·斯皮策相較勁，政治觀察家們仍認為朱利安尼並不會參與這一年的選舉，朱利安尼的發言人也表示他「並沒有參選的意願」。然而由於朱利安尼沒有參選，共和黨也沒有聲明響亮的候選人參選，最後這兩個職位的選舉都繼續由民主黨控制。
2006年3月15日，國會宣布成立跨党派的伊拉克研究小組（Iraq Study Group），負責對伊拉克事务状况评估，朱利安尼也被指派為成員之一，不過後來他辭職了。

#### 2008年总统选举
2005年10月，一個名為「讓朱利安尼參選總統」的組織向聯邦政府選舉委員會正式註冊成立，成為第一個致力於推舉前紐約市長朱利安尼參選2008 年美國總統選舉的組織。2006年，朱利安尼即將參選總統的謠言越傳越盛，朱利安尼自己也暗示過他的參選意圖 。
2006年11月13日，朱利安尼宣布成立2008年總統選舉的试探委员会。
试探委员会於2006年11月 22日向聯邦選舉委員會正式申請註冊。朱利安尼接著在2007年2月5日正式宣布參與2008年美國總統選舉，簽下了一份「候選人資格聲明書」送交選舉委員會。
稍早的民調結果顯示朱利安尼是目前共和黨裡支持度最高而又知名度最高的候選人之一。而2006年中的一次蓋洛普民調測驗顯示朱利安尼仍是共和黨選民心目中「最可以接受的」總統候選人，有73%的受測者給了朱利安尼肯定的評價，而只有25%給予負面。依據這次民調，朱利安尼領先了康多莉扎·萊斯（68%-29%）和約翰·麥凱恩（55%-41%） （页面存档备份，存于）。同樣的民調也發現朱利安尼在共和黨選民心目中有29%的領先地位，約翰·麥凱恩以24%次之、紐特·金里奇則只有 8%。
支持者指出朱利安尼在 2001 年 911 事件中突出的領導能力、以及他在現場協調各救災單位的表現，除此之外也舉出朱利安尼在市長任內減少犯罪率和改善紐約市經濟的政績。如果朱利安尼參選，共和黨會有很大的機會能奪下紐約州（傳統以來一直由民主黨奪得）的選舉人團選票，這將會是共和黨總統選戰中的一大戰略優勢，雖然這種優勢可能會因為紐約州民主黨參議員希拉蕊·柯林頓的競選而有所減低。
朱利安尼是共和黨的溫和派，一直是支持墮胎的選擇權利（Pro-choice），他也支持同性戀的民事結合、以及幹細胞研究，這些溫和立場使他得到很多紐約民主黨人的支持。一些共和黨內的反墮胎團體也曾表示他們反對朱利安尼以及其他支持墮胎的候選人，雖然民調顯示即使是在反墮胎的選民中，朱利安尼依然有許多支持度。這或許是因為朱利安尼曾支持提名約翰·格洛佛·羅伯茨等人成為联邦最高法院的大法官（都來自反墮胎的雷根政府的內閣）。
朱利安尼有過三次婚姻，尤其是在第三次婚姻前後與前妻唐娜·漢諾威爆發的大量糾紛，使得他遭致許多共和黨保守派選民的批評。朱利安尼的第一次婚姻是和親表妹結婚，這也是他必須面對的議題之一。
在2006年8月15日，一次由拉斯穆森报导主導的民調測驗顯示美國選民們認為朱利安尼屬於美國政治裡的溫和派。
2008年1月29日傳出有意退選，並在2008年1月30日的加州正式宣佈退出共和黨總統提名初選，轉而支持亞利桑那州聯邦參議員約翰·麥凱恩。

#### 特朗普政府、第一次弹劾
2018年4月，朱利安尼加入了美國總統唐納德·特朗普的律師团队，负责有关通俄们调查的法律事件。朱利安尼宣称他的目标是与有关部门协商去终止调查。
自从2019年5月起，朱利安尼尝试让乌克兰新当选总统泽兰斯基调查2020 年美国总统大选民主党候选人之一乔·拜登的儿子亨特·拜登，导致了特朗普被弹劾。

#### 2020年美国总统选举
2020 年美国总统选举之后，乔·拜登被主流媒体认定为当选总统。特朗普指定朱利安尼负责有关“大选舞弊”的法律诉讼。
2021年1月6日，在白宫由特朗普举办的“拯救美国”集会中，朱利安尼在人群中发表讲话，重复了大选中使用的投票机器是“动了手脚”（Crooked）的阴谋论并要求“比武审判”（Trial by combat）。这段话间接导致了2021年冲击美国国会大厦事件。

#### 特朗普第二次弹劾
在众议院提出要第二次弹劾特朗普的时候，路透社报道特朗普可能会让朱利安尼当他的辩护律师。

#### 被私人公司起诉
2021年1月25日，主權投票系統起诉鲁迪·朱利安尼和西德尼·鲍威尔诽谤，要求赔偿13亿美元。
2021年2月4日，私人公司Smartmatic USA起诉福克斯新闻及其三名主持人，以及前总统唐纳德·特朗普的两名前律师，朱利安尼和鲍威尔，要求赔偿27亿美元。

#### 其他
朱利安尼因涉嫌协助川普推翻2020年总统大选时乔治亚州开票结果被起诉。2023年8月24日，朱利安尼到案后繳納了15万美元的保釋金。

### 媒體活動
朱利安尼在2002年出版了一本名為《領導藝術》的回憶錄，記載在他市長任內經歷的各種事件。
在2003年，USA Network 電視頻道製作了一部名為「魯迪：朱利安尼故事」的電視電影，由演員 James Woods 扮演朱利安尼的角色。 （页面存档备份，存于）
朱利安尼也在由亞當·山德勒主演的 2003 年喜劇片《抓狂管訓班》（Anger Management）裡客串演出。
在2006年5月12日，自由電影工作室（Cinema Libre Studio） （页面存档备份，存于）發布了一部名為Giuliani Time的長篇紀錄片，記載朱利安尼的個人生涯和政治歷程。

## 個人生活
朱利安尼結婚三次。他在1968年10月26日和擔任教師的瑞吉娜·佩魯吉（Regina Peruggi）結婚，兩人在14年之後的1982年離婚。依據朱利安尼的說法，是因為他突然發現佩魯吉和他有表兄妹的血緣關係，而且這段婚姻並沒有通過天主教會的特許，所以必須離婚。朱利安尼的第一次婚姻並沒有生下任何小孩。
朱利安尼的第二次婚姻是在1984年4月15日與一名紐約當地的電視名流唐娜·漢諾威（Donna Hanover）結婚，他們生下了兩個小孩—兒子安德森（1986年1月30日生）和女兒卡洛琳（1989年生）。朱利安尼經常帶著安德森一起觀看紐約洋基隊的棒球賽，安德森目前也是一名青少年高爾夫球員。
在2000年5月，紐約每日新聞報暴料揭露朱利安尼與另外一名女子朱蒂絲·南森（Judith Nathan）有婚外情，朱利安尼於是立刻召開記者會說明他想要與漢諾威離婚的意願。不過漢諾威似乎在朱利安尼召開記者會前對這一切全不知情。其實在這之前，朱利安尼便已曾暗示他與南森兩人之間的關係，稱他們兩人是「非常要好的朋友」。在記者會上他誇讚南森是一個「非常、非常好的女人」，並且宣稱他與漢諾威之間的婚姻「已經嘗試過很多生活方式、經過很長一段時間了，最後我們只能分開來住、分開來生活。」一個小時後漢諾威發表聲明道；「我原本還希望我們能夠保持這段婚姻。多年下來，因為魯迪與他的一名助手之間的關係，我很難融入他的公眾生活。」漢諾威提到的助手是一名朱利安尼的前市長公關部主任Cristyne Lategano，依據Vanity Fair的說法，朱利安尼曾與她發展了一段婚外情。不過朱利安尼堅持否認這項謠言。
朱利安尼接著搬離了市長官邸，搬至公寓。朱利安尼在2000年10月對漢諾威提出了離婚訴訟，兩方的律師還爆發了一場不快的公關糾紛。朱利安尼和漢諾威間的離婚訴訟最後終於在2002年7月結束，朱利安尼必須支付680萬元的贍養費給漢諾威，而且将孩子的監護權交给漢諾威。
朱利安尼在2003年5月24日與朱蒂絲·南森結婚，朱利安尼還收養了南森與其前夫所生的一名女兒—懷特尼。

## 政治立場

### 墮胎
在2007年2月一次接受訪問時，朱利安尼曾說道：「我痛恨墮胎…不過，我認為婦女應該有權利選擇這樣做。」當他評論到在1973年美國最高法院允許墮胎合法化的羅對偉德案時，他說道：「我認為那應該交由法庭判決。」

### 槍械權利
朱利安尼支持了1993年的布萊迪手槍暴力防治法（Brady Handgun Violence Prevention Act），以及1994年的聯邦攻擊武器禁令。在2000年他曾提起了一項訴訟，要求槍械公司必須替他們製造的槍械被用於犯罪負起責任。不過，在2007年2月一次接受訪問中，朱利安尼說道：「攜帶手槍的權利是憲法所保障的，人們有權利攜帶槍械」，他也說雖然紐約市需要較為嚴格的槍械管制法律，但是「在其他地方，那些更鄉村、更郊區的地方…我們應該有不同的規定。」

### 同性婚姻
朱利安尼在1989年、和2007年都曾表態反對同性婚姻。在1989年他曾反對當時的紐約市長Ed Koch下令給予同性戀者留職停薪權利的決定。不過，在2007年時朱利安尼支持同性戀者間的民事結合了。朱利安尼在對同性戀議題的溫和立場，使他受到共和黨保守派的批評。

### 司法理念
在2007年2月接受訪問時，朱利安尼說他認為美國最高法院的法官應該是那些「非常像約翰·格洛佛·羅伯茨的人。」

### 死刑
朱利安尼是死刑執行的支持者，他支持在某些情況下實行死刑，他還說他特別支持對那些涉及911襲擊事件的恐怖份子和叛國賊施加死刑。不過，紐約州已廢除了死刑。

### 幹細胞研究
朱利安尼支持幹細胞研究。

### 學校選擇
在1999年5月，市長朱利安尼支持在紐約市實行學券制，他也提議應該分配幾百萬元補助那些就讀很差的公立學校的貧窮小孩轉學至較好的私立學校。

### 移民
在2006年4月，朱利安尼支持美國參議院所通過的一個增加公民權取得管道和工作簽證的法案。他反對美國眾議院提出的方案，因為他認為眾議院所提出、極具爭議的H.R. 4437移民法案不可能被實踐。不過，在2007年2月一次與共和黨人的聚會中，據傳朱利安尼也對此說道：「我們需要在邊境建立圍欄，而且是高科技的那種。」朱利安尼一直強調他支持應該給予某些非法移民取得公民權的管道，但強調他認為那些移民應該要「顯示出閱讀和書寫英文的能力」同時必須樂意融合美國社會。

## 爭議

### 商业
福布斯雜誌指稱朱利安尼曾從低價股的公司收取費用，幫助一些投資人和公司通過執法單位的審核。舉例而言，朱利安尼資本顧問公司曾替Lighting Science Group企業背書160萬的債券，並從中收取了$15萬元費用，這間企業最後卻在2006年破產。另外一間投資公司CamelBak則從朱利安尼的公司取得$3100萬元資本額的背書，但最後由於經營不善而垮台 。

### 律师生涯
因为朱利安尼在2021年1月6日的言论（参见这里），纽约州律师协会展开了对朱利安尼的调查。

## 受獎和榮譽
- 為了獎勵他在911事件中表現的領導能力，朱利安尼在2002年2月13日獲得伊麗莎白二世女王頒發英帝國爵級司令勳章。[82]
- 在2002年，美國聖公會紐約主教轄區頒給朱利安尼「費歐雷羅·拉瓜地亞公共服務獎」（Fiorello LaGuardia Public Service Award），以獎勵他在危難時表現出的勇氣和領導能力。[83]
- 在2004年，紐約市的St. Vincent's醫院開始建造一棟名為「魯道夫·朱利安尼中心」的大樓[84]。
- 在2005年，朱利安尼從馬里蘭州的Loyola學院取得了榮譽學位[85]。

## 選舉紀錄
- 1997年紐約市長選舉
  - 魯迪·朱利安尼 (共和黨) (現任), 59%
  - Ruth Messinger (民主黨), 41%

- 1993年紐約市長選舉
  - 魯迪·朱利安尼 (共和黨), 49%
  - 大衛·丁勤時 (民主黨) (現任), 46%

- 1989年紐約市長選舉
  - 大衛·丁勤時 (民主黨), 51%
  - 魯迪·朱利安尼 (共和黨), 49%

## 流行文化
- 《波拉特续集》，2020年上映的美国黑色喜剧电影。魯迪·朱利安尼在未经过自己同意的情况下出现在影片中，被主角波拉特骗入其设计的桃色陷阱。

## 关联条目
- 九一一事件
- 纽约
- 2008年美國總統選舉

## 外部連結
- 2008年加入魯迪 - 朱利安尼參選參選考察團的官方網站
- 讓朱利安尼參選總統 （页面存档备份，存于） - 一個要「徵召朱利安尼」投入2008年選戰的組織
- 非官方的朱利安尼部落格 （页面存档备份，存于）
- Giuliani Time - Kevin Keating所製作的紀錄片的官方網站
- 魯迪·朱利安尼的政治立場 （页面存档备份，存于） - 議題立場和引言
- Rudy 新聞上的朱利安尼 - 有關朱利安尼的新聞
- 紐約時報 - 魯道夫·朱利安尼新聞 （页面存档备份，存于） - 新聞和評論
- 朱利安尼的顧問生意 （页面存档备份，存于） - 收集朱利安尼顧問公司曾經接手的企業情報

| 官衔               | 官衔                      | 官衔                                                                      |
| ------------------ | ------------------------- | ------------------------------------------------------------------------- |
| 前任： 戴維·丁金斯 | 纽约市市长 1994年－2001年 | 繼任： 迈克尔·布隆伯格                                                    |
| 榮銜               |                           |                                                                           |
| 前任： 喬治·W·布殊 | 時代年度風雲人物 2001年   | 繼任： 吹哨人（揭發非法行為的人）： 辛西亚·库珀、莎朗·沃特金斯、科琳·罗利 |